# Shout (bài hát của Tears for Fears)
"Shout" là một bài hát của ban nhạc người Anh quốc Tears for Fears nằm trong album phòng thu thứ hai của họ, Songs from the Big Chair (1985). Nó được phát hành như là đĩa đơn thứ hai trích từ album vào ngày 23 tháng 11 năm 1984 bởi Phonogram Inc. và Mercury Records. Bài hát được đồng viết lời bởi Roland Orzabal và Ian Stanley, trong khi phần sản xuất được đảm nhiệm bởi Chris Hughes, đồng thời cũng là cộng tác viên quen thuộc xuyên suốt sự nghiệp của họ. "Shout" được lấy cảm hứng từ những phương pháp trị liệu nguyên thủy của nhà tâm lý học người Mỹ Arthur Janov, trong đó hoạt động theo nguyên tắc khiến mỗi người đối mặt với nỗi sợ hãi của chính mình bằng cách la hét. Đây là một bản new wave và synth-pop mang nội dung đề cập đến việc khuyến khích mọi người không làm những việc mà không thực sự đặt câu hỏi trước khi hành động, cũng như cách họ đối diện và tiếp nhận với nỗi đau buồn thường gặp trong cuộc sống mỗi ngày.
Sau khi phát hành, "Shout" nhận được những phản ứng tích cực từ các nhà phê bình âm nhạc, trong đó họ đánh giá cao giai điệu hấp dẫn, chất giọng nội lực của Orzabal cũng như quá trình sản xuất nó, đồng thời gọi đây là một điểm nhấn nổi bật từ Songs from the Big Chair. Ngoài ra, bài hát còn gặt hái nhiều giải thưởng và đề cử tại những lễ trao giải lớn, bao gồm đề cử tại giải Juno năm 1985 cho Đĩa đơn quốc tế của năm. "Shout" cũng tiếp nhận những thành công vượt trội về mặt thương mại và là tác phẩm thành công nhất của Tears for Fears trên thị trường quốc tế, đứng đầu các bảng xếp hạng ở Úc, Bỉ, Canada, Đức, Hà Lan, New Zealand và Thụy Sĩ, đồng thời lọt vào top 10 ở nhiều quốc gia nó xuất hiện, bao gồm vươn đến top 5 ở những thị trường lớn như Ireland, Ý, Na Uy và Vương quốc Anh. Tại Hoa Kỳ, nó đạt vị trí số một trên bảng xếp hạng Billboard Hot 100 trong ba tuần liên tiếp, trở thành đĩa đơn quán quân thứ hai trong sự nghiệp của nhóm tại đây.
Video ca nhạc cho "Shout" được đạo diễn bởi Nigel Dick, trong đó bao gồm những cảnh Orzabal và thành viên còn lại của nhóm Curt Smith thể hiện thái độ giận dữ trên một vách đá tại Durdle Door ở Dorset, Anh, xen kẽ với hình ảnh Tears for Fears hát tại một buổi biểu diễn trước đám đông gồm những người thân và bạn bè. Để quảng bá bài hát, nhóm đã trình diễn nó trên nhiều chương trình truyền hình và lễ trao giải lớn, bao gồm The Kenny Everett Television Show, Top of the Pops và giải Video âm nhạc của MTV năm 1985, cũng như trong nhiều chuyến lưu diễn của họ. Kể từ khi phát hành, "Shout" đã được hát lại và sử dụng làm nhạc mẫu bởi nhiều nghệ sĩ, như Busta Rhymes, Disturbed, OneRepublic, Adam Lambert, Dizzee Rascal, James Corden và Alexis Jordan, cũng như xuất hiện trong những tác phẩm điện ảnh và truyền hình khác nhau, bao gồm Cold Case, Dark, Everybody Hates Chris, Medium, Perception, Psych, Riverdale, Skins và Ugly Betty.

## Danh sách bài hát
Đĩa 7"
- A. "Shout" – 5:58
- B. "The Big Chair" –  3:22

Đĩa 12" tại Anh quốc
- A. "Shout" (bản phối lại mở rộng) –  7:32
- B1. "Shout" –  5:58
- B2. "The Big Chair" –  3:22

Đĩa 12" tại Hoa Kỳ
- A. "Shout" (US phối lại) –  8:02
- B1. "Shout" (UK phối lại) –  7:40
- B2. "The Big Chair" –  3:22

## Xếp hạng
| Bảng xếp hạng (1985)                     | Vị trí cao nhất |
| ---------------------------------------- | --------------- |
| Úc (Kent Music Report)                   | 2               |
| Áo (Ö3 Austria Top 40)                   | 6               |
| Bỉ (Ultratop 50 Flanders)                | 1               |
| Canada (RPM)                             | 1               |
| Đan Mạch (IFPI)                          | 3               |
| Châu Âu (European Hot 100 Singles)       | 6               |
| Pháp (SNEP)                              | 21              |
| Đức (Official German Charts)             | 1               |
| Ireland (IRMA)                           | 5               |
| Ý (FIMI)                                 | 2               |
| Hà Lan (Dutch Top 40)                    | 1               |
| Hà Lan (Single Top 100)                  | 1               |
| New Zealand (Recorded Music NZ)          | 1               |
| Na Uy (VG-lista)                         | 5               |
| Nam Phi (Springbok Radio)                | 2               |
| Thụy Điển (Sverigetopplistan)            | 16              |
| Thụy Sĩ (Schweizer Hitparade)            | 1               |
| Anh Quốc (OCC)                           | 4               |
| Hoa Kỳ Billboard Hot 100                 | 1               |
| Hoa Kỳ Dance Club Songs (Billboard)      | 1               |
| Hoa Kỳ Hot R&B/Hip-Hop Songs (Billboard) | 56              |

| Bảng xếp hạng (1985)                 | Vị trí |
| ------------------------------------ | ------ |
| Australia (Kent Music Report)        | 14     |
| Belgium (Ultratop 50 Flanders)       | 14     |
| Canada (RPM)                         | 8      |
| Denmark (IFPI)                       | 10     |
| Italy (FIMI)                         | 20     |
| Netherlands (Dutch Top 40)           | 10     |
| Netherlands (Single Top 100)         | 6      |
| New Zealand (Recorded Music NZ)      | 7      |
| South Africa (Springbok Radio)       | 16     |
| Switzerland (Schweizer Hitparade)    | 13     |
| UK Singles (Official Single Company) | 50     |
| US Billboard Hot 100                 | 21     |
| US Hot Dance Club Songs (Billboard)  | 31     |

| Bảng xếp hạng (1980-89)    | Vị trí |
| -------------------------- | ------ |
| Netherlands (Dutch Top 40) | 45     |
| US Billboard Hot 100       | 81     |

| Bảng xếp hạng        | Vị trí |
| -------------------- | ------ |
| US Billboard Hot 100 | 391    |

## Chứng nhận
| Quốc gia                                                                           | Chứng nhận | Số đơn vị/doanh số chứng nhận |
| ---------------------------------------------------------------------------------- | ---------- | ----------------------------- |
| Canada (Music Canada)                                                              | Bạch kim   | 100.000^                      |
| New Zealand (RMNZ)                                                                 | Vàng       | 10.000*                       |
| Anh Quốc (BPI)                                                                     | Bạc        | 250.000^                      |
| Hoa Kỳ (RIAA) Đĩa cứng                                                             | Vàng       | 500.000^                      |
| Hoa Kỳ (RIAA) Nhạc số                                                              | Vàng       | 500.000*                      |
| * Chứng nhận dựa theo doanh số tiêu thụ. ^ Chứng nhận dựa theo doanh số nhập hàng. |            |                               |